# Safir (coet)
El Safir ( persa: سفیر, que significa "ambaixador") va ser el primer vehicle de llançament prescindible iranià capaç de posar un satèl·lit en òrbita. El primer llançament orbital amb èxit amb el sistema de llançament Safir va tenir lloc el 2 de febrer de 2009 quan un coet portador Safir va posar el satèl·lit Omid en òrbita amb un 245.2 km (152.4 mi) apogeu. Això va convertir l'Iran en la novena nació capaç de produir i llançar un satèl·lit.
El Simorgh és un llançador orbital més gran basat en la tecnologia Safir que des de llavors ha substituït el Safir, i de vegades s'anomena Safir-2.

## Disseny i especificacions
El Safir mesura 1,25 metres de diàmetre, 22 metres d'alçada i té una massa de llançament de 26 tones. El coet consta de dues etapes; La primera etapa utilitza un motor de tipus Nodong / Shahab-3 millorat que crema una combinació hipergòlica d'UDMH com a combustible i tetròxid de nitrogen com a oxidant, produint 37 tones (363 kN; 82.500 lbf) d'empenta. La segona etapa utilitza un parell de motors més petits (originalment els motors Vernier de l' R-27 Zyb Soviet SLBM ) que cremen la mateixa combinació de combustible que la primera etapa i produeixen 3,5 tones (35 kN; 7700 lbf) d'empenta. Aquesta configuració dona a Safir la capacitat d'injectar una càrrega útil amb un pes màxim de 50 quilos a l'òrbita

## Variants

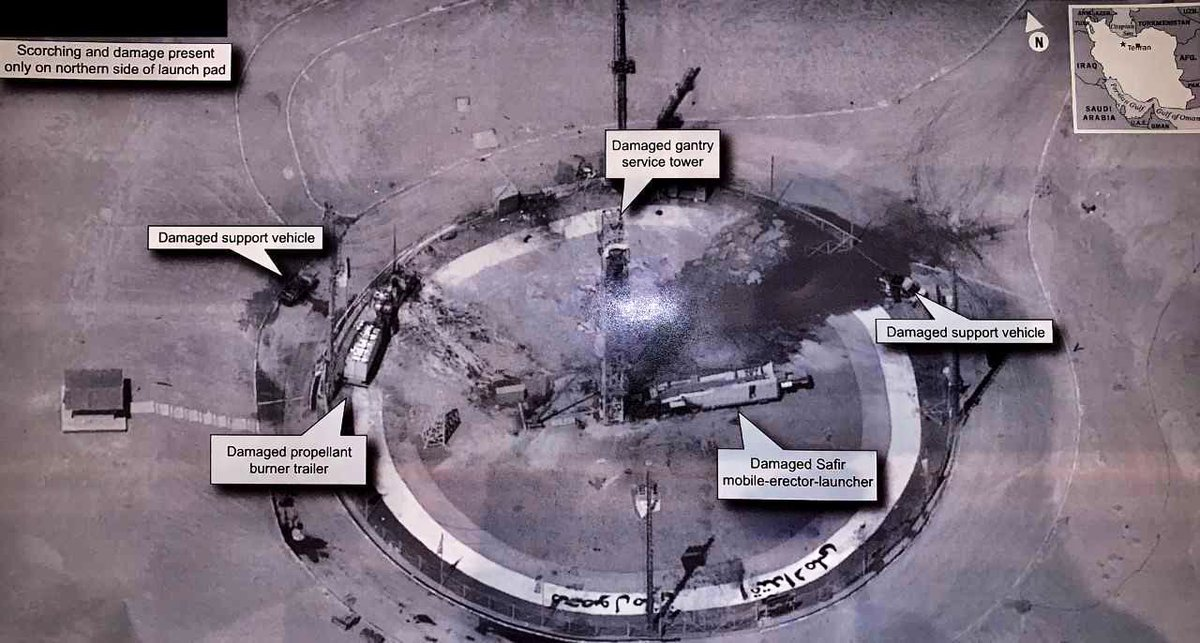
Plataforma de llançament danyada al port espacial Imam Khomeini després de l'explosió del coet el 29 d'agost de 2019 durant la preparació del llançament

### Kavoshgar-1
Kavoshgar-1 ( persa: کاوشگر ۱, "Explorer-1") va ser el precursor de Safir utilitzat com a coet sonador, un vol suborbital es va dur a terme el 4 de febrer de 2008, tal com va anunciar la televisió estatal. Un llançament el 25 de febrer de 2007 també pot haver estat del mateix tipus. El vol portava instruments per mesurar l'atmosfera més alta. El coet llançat el 4 de febrer de 2008 era un coet impulsat per propulsor líquid, un derivat del Shahab-3, que va assolir una altitud de 200-250 km a l'espai, i les dades científiques van retornar amb èxit segons l'agència de notícies iraniana.

El 19 de febrer de 2008, l'Iran va oferir nova informació sobre el coet i va anunciar que Kavoshgar-1 utilitzava un coet de dues etapes. La primera etapa es va separar al cap de 100 segons i va tornar a terra amb l'ajuda d'un paracaigudes. La segona etapa va continuar l'ascens fins a 200 quilòmetres d'altitud.

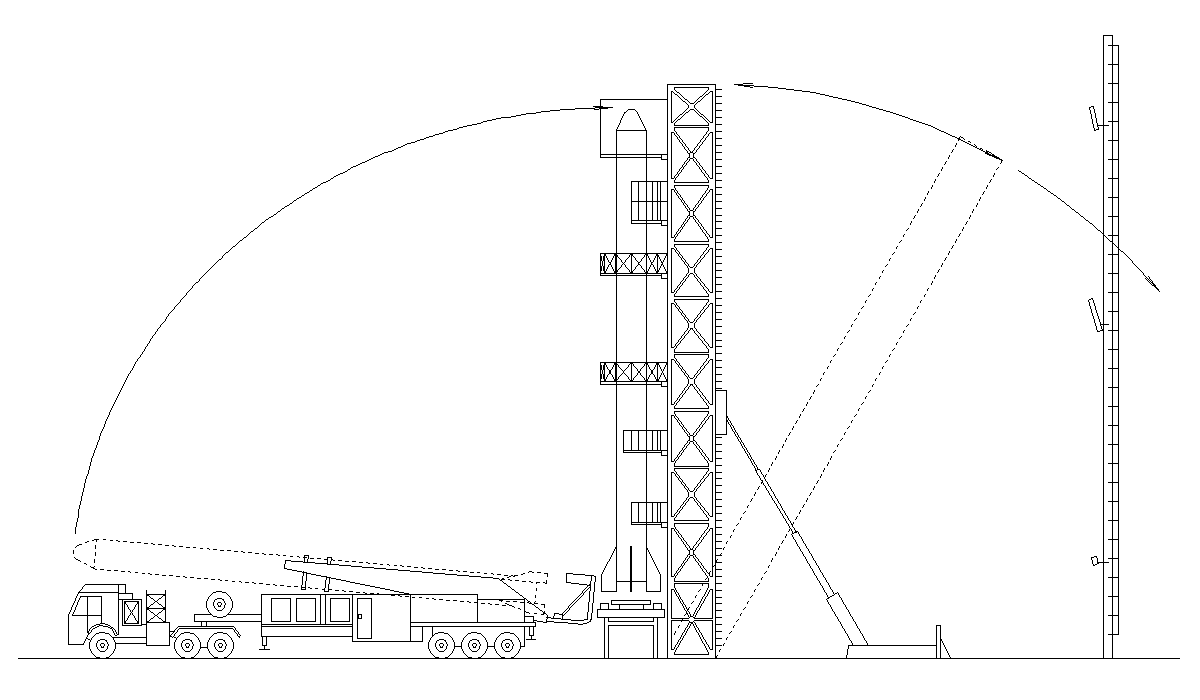
Configuració de Safir Launch Pad

### Safir-1A
El Safir-1A és la primera variant actualitzada del Safir original, aquestes actualitzacions inclouen, el perfeccionament dels retro-coets de la segona etapa, sistemes de separació d'escenaris, diversos sensors i sistemes de telemetria, sistemes de navegació i control, així com l'augment de l'alçada màxima de l'òrbita des de De 250 a 275 quilòmetres.

### Safir-1B
El Safir-1B és una actualització més del disseny Safir-1A, el motor de la primera etapa s'ha millorat i perfeccionat, donant lloc a un augment de l'empenta de 32 a 37 tones (363 kN; 82.500 lbf), el motor de la segona etapa s'ha millorat amb la capacitat de control de vectors d'empenta i s'ha fet més eficient. Aquestes millores han augmentat la capacitat de càrrega útil fins a 50 quilograms i han augmentat l'alçada màxima de l'òrbita a 400 quilòmetres.

## Jubilació
Durant la cerimònia de presentació del vehicle de llançament de satèl·lit Zuljanah a la televisió estatal, Seyed Ahmad Husseini, el portaveu de l'Organització Aeroespacial del Ministeri de Defensa, va declarar que el vehicle de llançament Safir es troba en estat de retirada i no es preveuen més llançaments amb aquest vehicle.

## Galeria

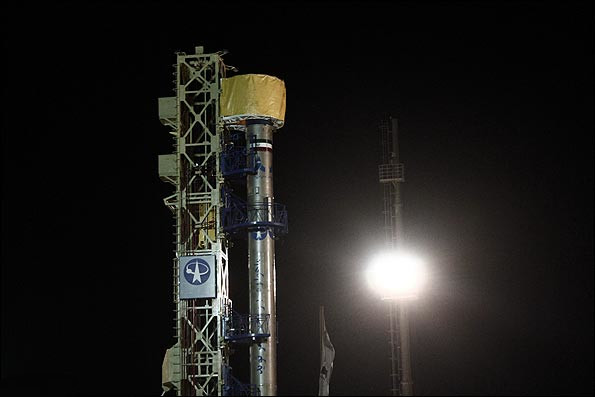
2012 llançament del satèl·lit navid
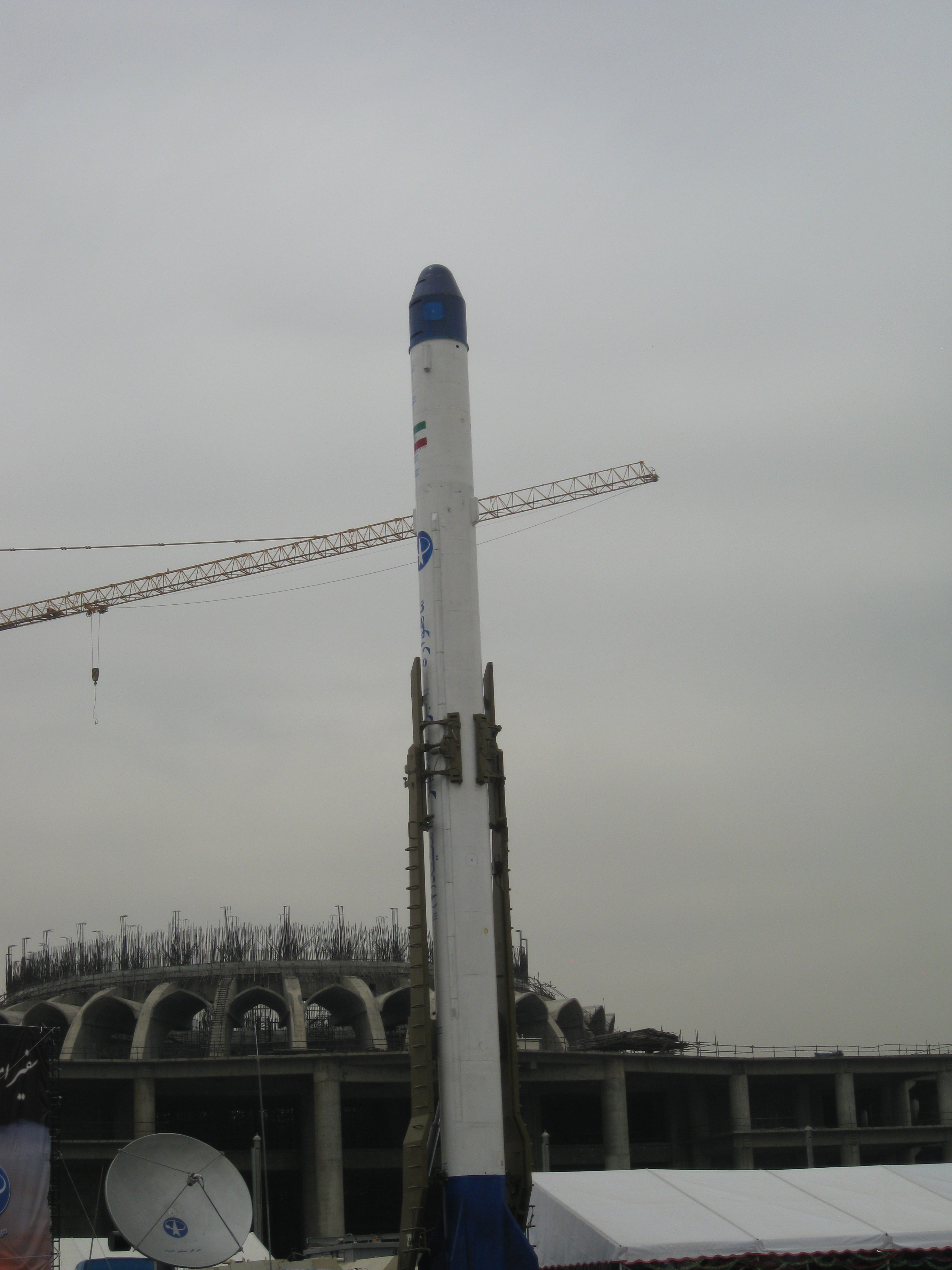
Safir en una exposició a laMosalla de Teheran
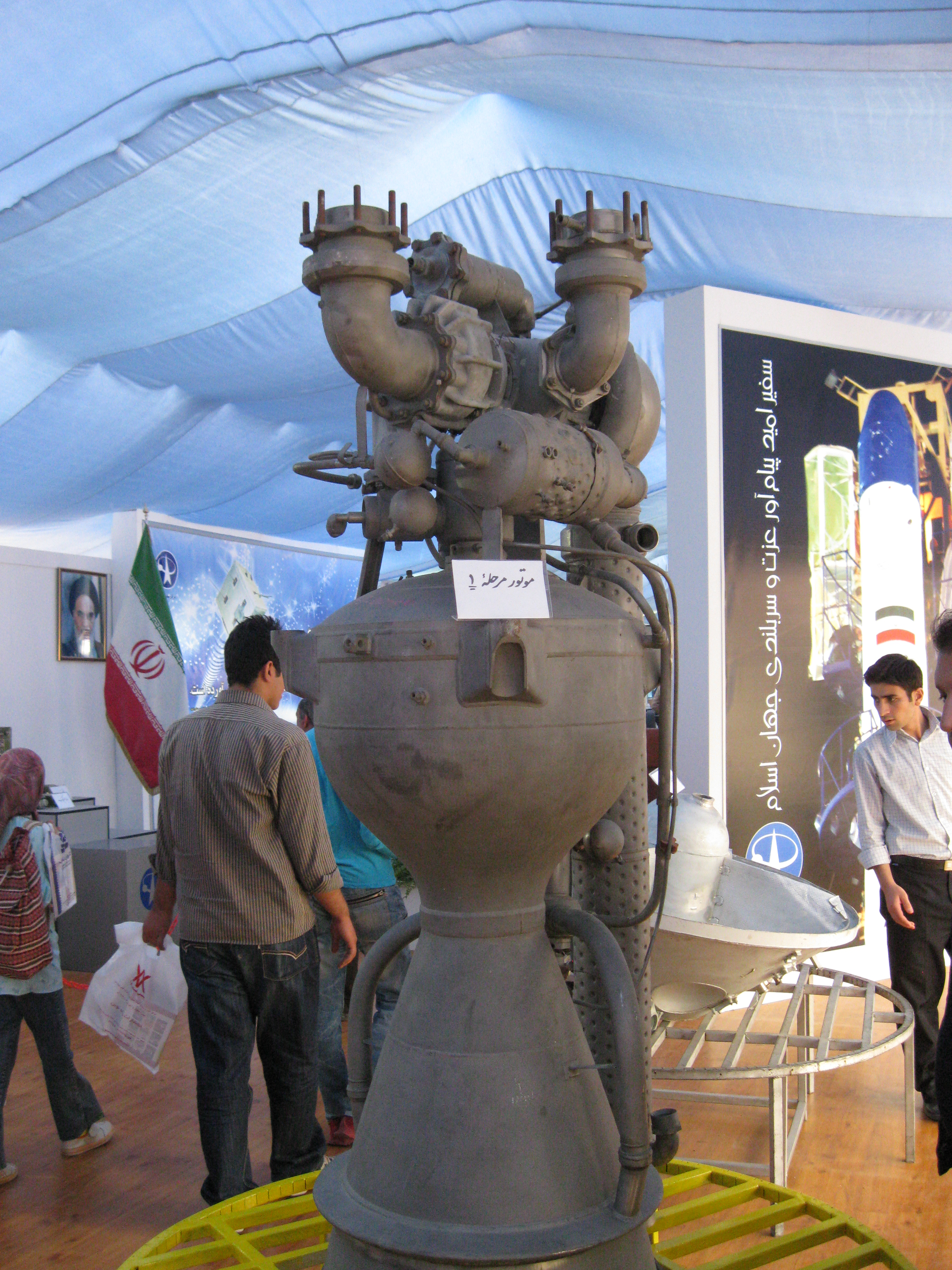
Motor de primera etapa Safir